# Belica (gmina)
Belica (bułg. Община Белица) – gmina w południowo-zachodniej Bułgarii, w obwodzie Błagojewgrad.

## Miejscowości
Miejscowości wchodzące w skład gminy Belica:
- Babjak (bułg.: Бабяк),
- Belica (bułg.: Белица) – siedziba gminy,
- Czereszowo (bułg.: Черешово),
- Dagonowo (bułg.: Дагоново),
- Gorno Kraiszte (bułg.: Горно Краище),
- Gyłybowo (bułg.: Гълъбово),
- Kraiszte (bułg.: Краище),
- Kuzjowo (bułg.: Кузьово),
- Lutowo (bułg.: Лютово),
- Orcewo (bułg.: Орцево),
- Pałatik (bułg.: Палатик),
- Złatarica (bułg.: Златарица).